# Vérszérum

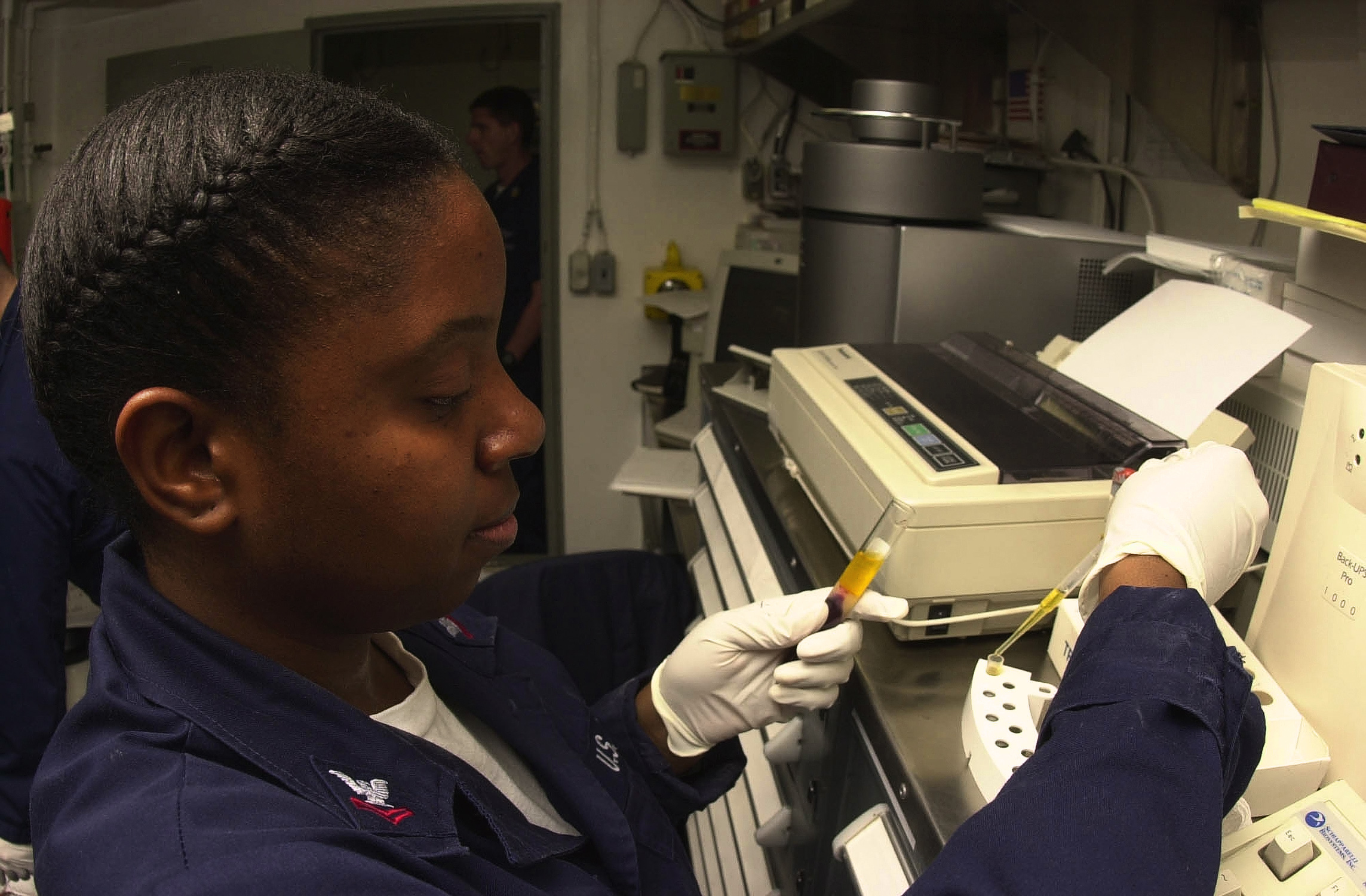
Vérszérum előkészítése koleszterinteszthez

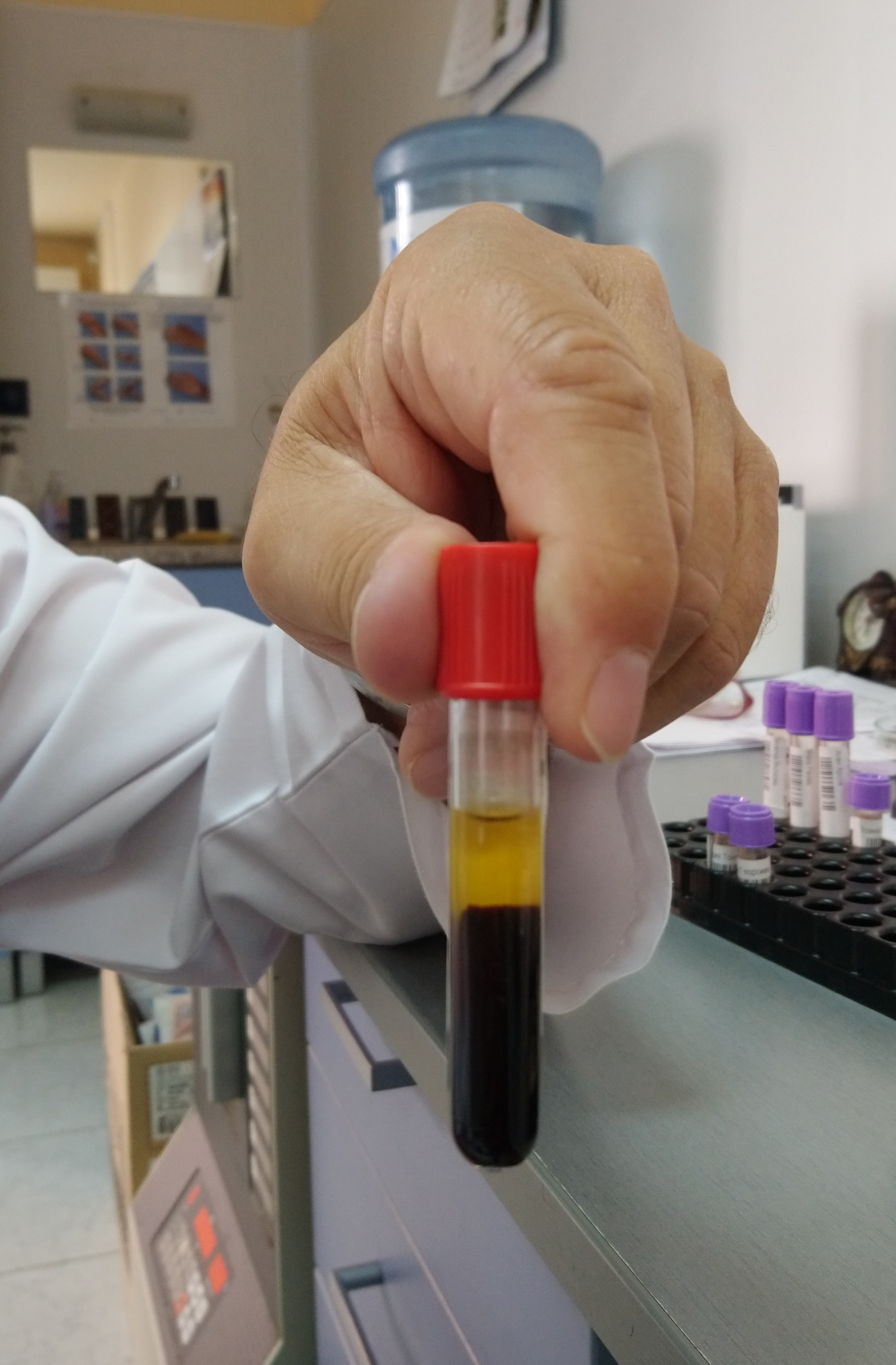
Vérvizsgálati kémcső, benne az elválasztott sárga színű vérszérummal és a vörös színű vörösvérsejtekkel

A vérszérum, vagy más néven vérsavó a vér azon része, amely nem tartalmaz vérsejteket (vörösvérsejt és fehérvérsejt), sem pedig véralvadási faktorokat; lényegében fibrinogénmentes vérplazma. A fentiekből következően nem alvad meg. A vérszérum tartalmazza a véralvadásban (koagulációban) részt nem vevő fehérjéket, az összes elektrolitot, ellenanyagokat, antigéneket, hormonokat, és az exogén anyagokat (pl. gyógyszerek, kábítószerek és mikroorganizmusok).
A vérszérum tanulmányozásának tudománya a szerológia. A szérumot számos diagnosztikai teszthez, többek közt a vércsoport meghatározáshoz is használják.
A vérszérum elengedhetetlen tényező az önmegújító embrionális őssejtek és a citokin leukémia gátló faktor kombinációjához.

## Fordítás
- Ez a szócikk részben vagy egészben  a   Serum (blood) című angol Wikipédia-szócikk fordításán alapul.  Az eredeti cikk szerkesztőit annak laptörténete sorolja fel. Ez a jelzés csupán a megfogalmazás eredetét és a szerzői jogokat jelzi, nem szolgál a cikkben szereplő információk forrásmegjelöléseként.